# Luta de galos

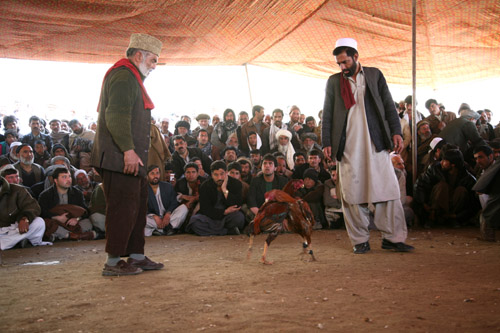
Uma rinha de galo no Afeganistão

Uma luta de galos, também designada galos de combate, rinha (do espanhol rioplatense "riña") ou briga de galos são termos que designam, o combate entre galos, que é uma contravenção penal na maior parte dos países e que envolve em geral apostas. Por extensão o termo também é usado para designar o local onde estas brigas ocorrem, também denominados de renhideiro, rinhadeiro e rinhedeiro - bem como outros tipos de lutas entre animais, como entre cães (rinha de cães), canários e outros.[carece de fontes?]

## Histórico
As lutas de galos foram um passa tempo na Civilização do Vale do Indo até o ano 2000 a.C. O general grego Temístocles, ao liderar o exército de Atenas contra os bárbaros, observou dois galos brigando, e utilizou os galos para exortar os atenienses: os galos, segundo Temístocles, não lutavam pelo seu país, pelos seus deuses, pelos monumentos dos ancestrais, por fama, liberdade ou filhos, eles lutavam apenas porque não queriam se render ao adversário. Após a vitória sobre os persas os atenienses legislaram que uma vez ao ano galos seriam levados ao Teatro para brigar.
Durante muito tempo os Romanos desprezaram este "desvio de grego", mas acabaram adotando-o com tanto entusiasmo que o escritor Columela (século I) reclamou que seus conterrâneos gastavam todo o seu patrimônio em apostas do gênero.[carece de fontes?]
A Declaração Universal dos Direitos dos Animais, proclamada em 1978 pela Organização das Nações Unidas para a Educação, a Ciência e a Cultura, abomina toda forma de maus-tratos (artigo 3º) e a exploração de animais para divertimento do homem (artigo 10º). Estes princípios internacionais motivam a luta do direito contra práticas muitas vezes tidas por culturais e, como no caso das rinhas, alvo de proibições e campanhas para sua denúncia.

## As lutas de galos no Brasil
Antigamente as rinhas de galos eram amplamente praticadas no Brasil, e foram proibidas em 1934 no governo de Getúlio Vargas. Em 1941 passaram a ser consideradas contravenção penal.
Em 1961, durante o governo de Jânio Quadros, as brigas de galos de forma geral foram proibidas através do Decreto nº 50.620/1961.

## Terminologia
- Batida - luta de treinamento, em que se aprecia a capacidade de cada ave.
- Batoque - a espora do galo, quando ainda não desenvolvida - designa também um aparelho que se usa para proteger os galos durante as lutas.[9]
- Bode- termo usado para galo que possui crista de serra como os galos de terreiro, em geral galos de origem bankivoides.
- Botoqueira- buchas que vão na espora dos galos nos treinos.
- Botada - cotejamento que os animais fazem, como que se estudando, na rinha.[10]
- Galista - termo que designa o criador e preparador de galos de briga; também define a pessoa que, durante as rinhas, fica a guiar um dos animais.[11]
- Mutuca - termo pejorativo que designa os galos ordinários, usados nas rinhas.[12][13]
- Mutuqueiro - define os neófitos em rinhas.[14]
- Papilheiro - define o galo que ataca sobretudo na papilha (a pele vermelha, pendente da parte de baixo da cabeça da ave, do queixo, do bico de baixo) do adversário.[15]
- Palhaço - termo usado para galos que servem para treinar os outros.
- Pua - Termo usado em parte do sul do Brasil, para definir a espora artificial, que é colocada nas patas dos galos para igualar os dois combatentes, para que nenhum deles tenha vantagem sobre o outro, assim ambos terão os mesmos direitos na luta.[16]
- Tucado - Termo usado quando um galo fica nocauteado.[17]